# Arthrite septique
 Mise en garde médicale
L'arthrite septique ou arthrite purulente est une infection bactérienne de l'espace articulaire qui est associée à une destruction rapide de l'articulation (en quelques jours si elle n'est pas traitée de manière adéquate). En l'absence de traitement, les taux de mortalité peuvent être importants, allant de 3 à 25 %. Malgré la gravité de la maladie, l'arthrite septique peut être difficile à diagnostiquer car de nombreux patients ne présentent pas les signes, symptômes ou résultats de laboratoire classiques. Il existe un grand nombre d'affections qui peuvent entraîner le même tableau clinique qu'une arthrite septique, ce qui rend le diagnostic encore plus difficile à poser. Dans le cas d'une suspicion d'arthrite septique, il est recommandé de mettre rapidement un traitement antibiotique en œuvre dans l'attente d'une confirmation en raison du risque important de séquelles.

## Étymologie
Le mot « pyarthrose » provient de l'association de deux mots grecs pyon, ou « pus », et arthrosis, ou « articulation ». Donc, pyarthrose = « arthrite suppurée » ou encore arthrite septique. Ces mots évoquent, en jargon médical, toute infection à pyogènes au sein d'une articulation dans la cavité synoviale.

## Épidémiologie
Chez l'enfant, les garçons sont environ deux fois plus touchés. Une incidence de 4 à 60 cas pour 100 000 habitants par an est suggérée dans la littérature.
L'arthrite septique touche le plus souvent des enfants de moins de 5 ans et des personnes de plus de 60 ans.
Parmi les facteurs de risque figurent des maladies chroniques telles que le diabète, une arthrose, une polyarthrite rhumatoïde ou autre atteinte articulaire, la toxicomanie et l'alcoolisme, la prise de médicament immunodépresseurs, la présence de plaies cutanées, la présence d'une prothèse.

## Urgence orthopédique
L'arthrite septique serait la cause de 2 à 7 sur 1 000 admissions à l'hôpital[réf. souhaitée].
Cette variété d'arthrite reste une urgence orthopédique, et non seulement une cause majeure de complications fonctionnelles sévères, mais aussi de mortalité.
L'infection peut avoir pour origine une plaie cutanéo-synoviale, ou plaie articulaire, « coupure » a priori non pénétrante, car non « explorée », une fracture ouverte plus ou moins proche d'une articulation, une prothèse articulaire : plaie et corps étranger...
Cependant, le plus souvent, les germes pathogènes arrivent par le sang dans l'articulation sans qu'une origine claire puisse être identifiée.
L'arthrite septique peut toucher toutes les articulations mais concerne le plus souvent la hanche et le genou.

## Symptômes et diagnostic

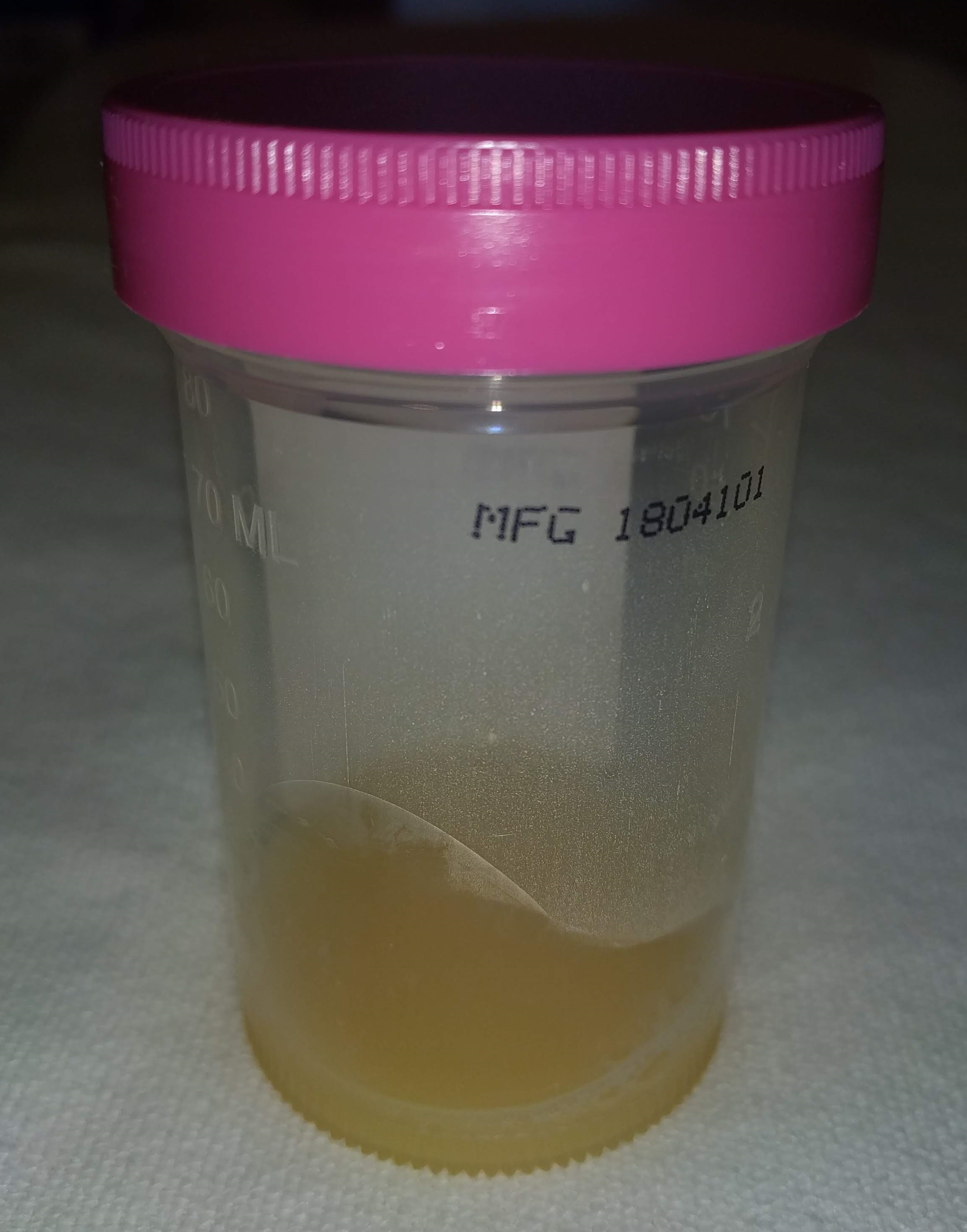
Exemple de liquide d'épanchement prélevé sur un genou infecté.

L'arthrite septique se présente généralement sous la forme d'une douleur monoarticulaire (d'un seul côté) avec érythème, chaleur, gonflement et douleur à la palpation et au mouvement. Une fièvre peu élevée est souvent mais pas toujours présente en particulier chez les jeunes enfants (< 4 ans).
Le diagnostic se fait généralement avec une ponction de l’épanchement ainsi que la réalisation d'une radiographie par rayon X et l'utilisation d'un échographe. Une analyse du sang permet de vérifier la présence d'une inflammation.

## Traitement
Le traitement comprend généralement une ponction du liquide d'épanchement (pus ou non), le drainage de l'articulation, la mise en place d'un traitement par antibiotique par intraveineuse pour plusieurs jours puis la prise d'un traitement oral antibiotique pour quatre à six semaines chez l'enfant et jusque 6 semaines ou plus chez l'adulte. Le traitement peut-être parfois plus court. Idéalement, les bactéries responsables de l'infection sont cultivées en laboratoire et testées pour sélectionner l'antibiotique le plus approprié.
Une étude rétrospective de 453 enfants atteints d'ostéomyélite aiguë hématogène et/ou d'arthrite septique entre 2009 et 2015 faisait état d'infection par des staphylocoques dorés résistant à la méthicilline dans 25 % des cas.
Le suivi de l'évolution du traitement de l'arthrite septique se fait en observant la vitesse de sédimentation et les taux de protéine C réactive. La vitesse de sédimentation augmente généralement 24 heures ou plus après l'apparition des symptômes et des signes de l'infection, puis revient lentement à la normale en 4 semaines environ. Les taux de protéine C réactive sont multipliés plusieurs centaines de fois lors de l'infection, puis diminuent rapidement si le traitement choisi est correct.

## Prognostique

### Arthrite septique pédiatrique
À la fin du XIXème siècle, plus de 50 % des enfants atteints d'arthrite septique aiguë mouraient et beaucoup gardaient des séquelles persistantes. À la fin du XXème siècle, la létalité était généralement inférieure à 1 %, mais les séquelles ne sont pas rares. L'utilisation de stéroïdes pourraient faire diminuer la mortalité et la gravité des séquelles mais des études complémentaires sont encore nécessaires.
Environ 10 à 20 % des enfants présentent des séquelles. Les enfants de moins de 4 ans, la présence de pus et d'une ostéomyélite concomitante ainsi qu'une prise en charge tardive (>1 semaine) sont les facteurs de risques pour le développement de séquelles.
Les séquelles peuvent inclurent une perturbation de la croissance du membre touché, une nécrose avasculaire, une réduction de la mobilité de l'articulation ou une déformation de l'articulation.
Des preuves de faible qualité suggèrent que l'utilisation de corticostéroïdes peut réduire la douleur et le nombre de jours de traitement antibiotique chez les enfants.

### Chez l'adulte
Chez l'adulte, un âge élevé, la présence de prothèse intra-articulaire sans arthroplastie et le nombre de procédures chirurgicales sont associés à un risque plus important d'échec du traitement.
En cas d’infection d'une prothèse non traitée rapidement avec succès, les bactéries forment un biofilm sur la prothèse et il devient impossible de les éliminer. Le biofilm protège les bactéries et rend les antibiotiques inopérant. L'ablation de l’implant doit être envisagée. Il est possible de soit continuer le traitement sous antibiotique, soit de procéder à une opération de débridement, soit de remplacer la prothèse en deux ou trois étapes (la prothèse est retirée et la nouvelle prothèse n'est placée qu’ultérieurement une fois le traitement aux antibiotiques fini), soit de la retirer définitivement (opération de Girdlestone (en)). En cas de comorbidités graves, lorsqu'une opération chirurgicale n'est pas envisageable, le patient est maintenu sous antibiotique pendant des années voir indéfiniment.